# Ankylopteryx modesta
Ankylopteryx modesta is een insect uit de familie van de gaasvliegen (Chrysopidae), die tot de orde netvleugeligen (Neuroptera) behoort. 
Ankylopteryx modesta is voor het eerst wetenschappelijk beschreven door Hölzel & Ohm in 1991.